# Cleome sparsifolia
Cleome sparsifolia är en paradisblomsterväxtart som beskrevs av S. Wats.. Cleome sparsifolia ingår i släktet paradisblomstersläktet, och familjen paradisblomsterväxter. Inga underarter finns listade i Catalogue of Life.